# Cuisine panaméenne
La cuisine panaméenne est un mélange de techniques, de plats et d'ingrédients africains, espagnols et amérindiens, reflétant la diversité de sa population. Le Panama étant un pont terrestre entre deux continents, il possède une grande variété de fruits tropicaux, de légumes et d'herbes utilisés dans la cuisine indigène.
Les ingrédients courants de la cuisine panaméenne sont le maïs, le riz, la farine de blé, les bananes plantains, le yuca (manioc), le bœuf, le poulet, le porc et les fruits de mer,.

## Boissons

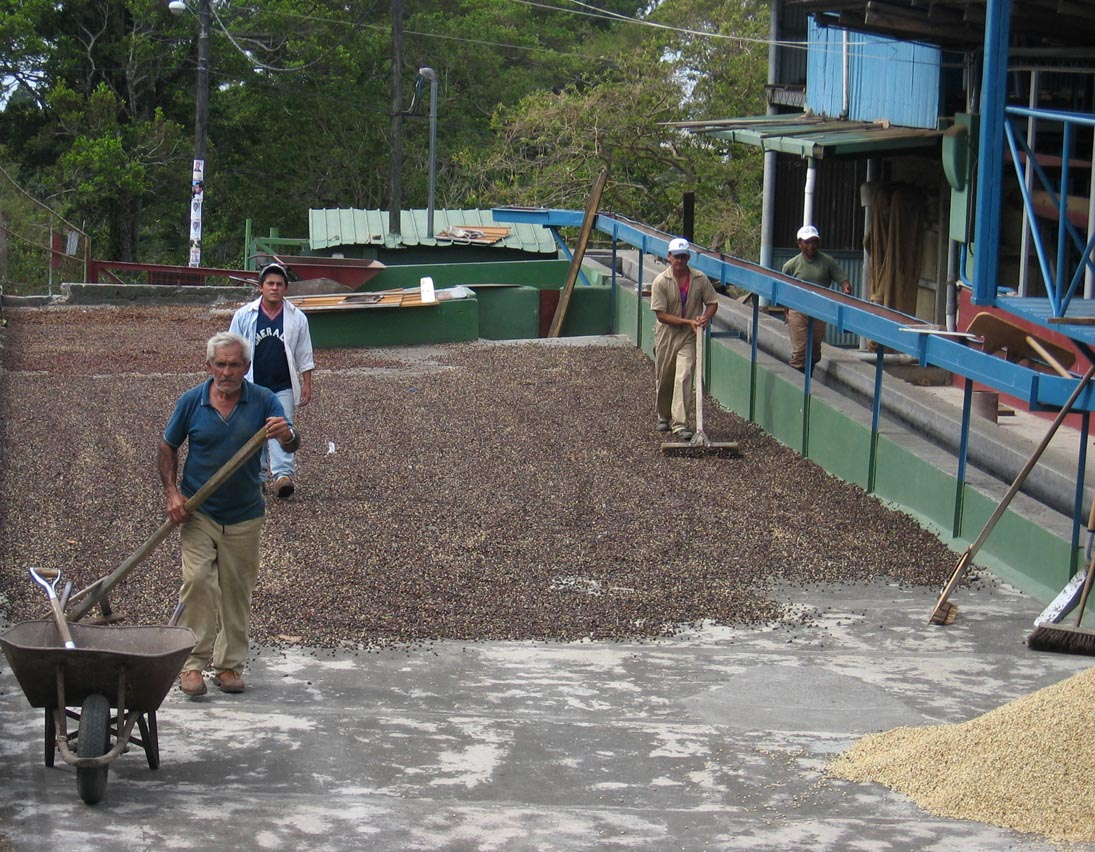
Séchage traditionnel du café à l'usine Alto Boquete de Cafe Ruiz, Boquete, Panama.

Au Panama, il y avait des bars qui s'adressaient aux hommes d'affaires locaux, aux touristes et aux joueurs et d'autres qui étaient fréquentés par le personnel militaire américain. Ces derniers avaient pour la plupart la réputation d'être des repaires de « shots et de bières » aux noms inconnus. L'un de ces bars, le Kresch's Place, a publié un livre de recettes de boissons. Plusieurs des boissons portent le nom de bases, de sous-marins, de forts, de navires et d'autres institutions militaires. Le U.S.S. 44 Special était composé de gin Old Tom, de gin sloe et de jus de citron vert. Le U.S.S. Mallard était composé de rhum vieux (panaméen, vénézuélien et colombien), de vermouth rouge, de Bénédictine, d'absinthe, d'amers d'Angostura garnis de zestes de citron. La couverture du livre de recettes montre des soldats, des marins et un officier de l'armée en train de boire.